# Leonardo Sierra Sepúlveda
Leonardo Sierra Sepúlveda (Santa Cruz de Mora, Mérida, 10 d'octubre de 1968) és un ciclista veneçolà, ja retirat, que fou professional entre 1989 i 1995.
Sempre va córrer en equips italians, i és en aquest país on aconseguí els seus principals èxits esportius: el Giro del Trentino, el Giro del Friül, el Gran Premi de la Indústria i el Comerç de Prato i una etapa del Giro d'Itàlia de 1990, en què acabà desè de la classificació general. L'any següent acabà setè.
El 1995 fou expulsat de la Volta a Espanya per una baralla amb Ramón González Arrieta durant la disputa de la quarta etapa. Suspès durant 5 mesos per l'UCI, va posar fi a la seva carrera al final de la temporada.

## Palmarès
- 1987
  - 1r a la Volta a l'Estat de Trujillo
- 1988
  - 1r al Tour de Guadalupe
  - Vencedor d'una etapa de la Volta al Táchira
- 1990
  - 1r al Giro del Friül
  - Vencedor d'una etapa del Giro d'Itàlia
  - Vencedor d'una etapa del Giro de la Pulla
- 1991
  -  Campió de Veneçuela de ciclisme en ruta
  - 1r al Giro del Trentino i vencedor d'una etapa
  - Vencedor de 4 etapes de la Volta al Táchira
- 1992
  -  Campió de Veneçuela de ciclisme en ruta
  - 1r al Gran Premi de la Indústria i el Comerç de Prato
- 1993
  -  Campió de Veneçuela de ciclisme en ruta
  - 1r a la Volta al Táchira i vencedor de 4 etapes
  - Vencedor d'una etapa del Gran Premi Café de Colombia

### Resultats al Tour de França
- 1993. 34è de la classificació general
- 1995. 50è de la classificació general

### Resultats al Giro d'Itàlia
- 1990. 10è de la classificació general. Vencedor d'una etapa
- 1991. 7è de la classificació general
- 1992. Abandona (19a etapa)
- 1993. 39è de la classificació general
- 1994. 63è de la classificació general

### Resultats a la Volta a Espanya
- 1995. Desqualificat per barallar-se amb Ramón González Arrieta (4a etapa)